# تتسویا انوموتو
تتسویا انوموتو (انگلیسی: Tetsuya Enomoto؛ زادهٔ ۲ مهٔ ۱۹۸۳) بازیکن فوتبال اهل ژاپن است.
از باشگاه‌هایی که در آن بازی کرده‌است می‌توان به باشگاه فوتبال یوکوهاما مارینوس اشاره کرد.